# Fluroxeen
Fluroxeen (INN) of 2,2,2-trifluorethylvinylether is een gefluoreerde vinylether. Het is een vluchtige, ontvlambare vloeistof. Fluroxeen werd in 1953 geïntroduceerd als het eerste gefluoreerde inhalatieanestheticum, onder de merknaam Fluoromar. Het was een product van Ohio Chemical & Surgical Equipment Company.

## Metabolisme en toxiciteit[3]
Fluroxeen werd aanvankelijk beschouwd als een klinisch veilig middel. Het gedrag van de stof na toediening werd echter pas later duidelijk. In 1967 werd ontdekt dat bij de metabolisering van fluroxeen toxische stoffen gevormd worden. De verbinding wordt gesplitst bij de etherverbinding in twee groepen die toxisch zijn door hun metabolisme. Bij de metabolisering van de vinylgroep tot koolstofdioxide wordt het cytochroom P450 vernietigd. De trifluorethylgroep wordt geoxideerd tot 2,2,2-trifluorethanol (TFE) en trifluorazijnzuur. De onderlinge verhouding van deze twee metabolieten hangt af van de diersoort: bij knaagdieren en honden is het zeer toxische TFE de voornaamste metaboliet terwijl bij apen en de mens het weinig toxische trifluorazijnzuur de voornaamste metaboliet is. De toxiciteit van fluroxeen voor bepaalde soorten proefdieren werd in 1972 vastgesteld.
Toen in 1975 enfluraan verscheen, werd het gebruik van fluroxeen stopgezet. In de 22 jaren dat het werd gebruikt is het toxisch gebleken in 4 gevallen, waarvan twee fatale. Telkens was er andere medicatie in betrokken.

## Andere toepassingen
Buiten de medische sfeer kan 2,2,2-trifluorethylvinylether gebruikt worden als monomeer of comonomeer voor gefluoreerde (co)polymeren.